# Bagridae
Косаткові (Bagridae) — родина риб ряду сомоподібні (Siluriformes). Ареал косаткових сомів простягається від тропіків і субтропіків Африки через Індію та Південно-Східну Азію до помірних зон Східної Азії. Ці риби позбавлені луски. Це, як правило, середньої величини сомики, з голою шкірою і помірно подовженим тілом. Спинний і грудні плавці косаток озброєні гострими, нерідко зазубреними колючками. Оскільки жовтий слиз, що покриває тіло і плавники косаток, отруйний, укол цих колючок надзвичайно болючий. Анальний плавець косаток короткий, жировий розвинений добре.

## Класифікація
Сучасні роди:
- Bagrichthys
- Bagroides
- Bagrus
- Batasio
- Chandramara
- Coreobagrus
- Hemibagrus
- Hemileiocassis
- Hyalobagrus
- Leiocassis
- Mystus
- Nanobagrus
- Olyra
- Pelteobagrus
- Pseudobagrus
- Pseudomystus
- Rama
- Sperata
- Tachysurus

Вимерлі роди:
- Eomacrones†
- Gobibagrus†
- Nigerium†
- Nkondobagrus†